# Unités de mesure belges
 (juin 2023).
La mise en forme du texte ne suit pas les recommandations de Wikipédia : il faut le « wikifier ».
Les points d'amélioration suivants sont les cas les plus fréquents. Le détail des points à revoir est peut-être précisé sur la page de discussion.
- Les titres sont pré-formatés par le logiciel. Ils ne sont ni en capitales, ni en gras.
- Le texte ne doit pas être écrit en capitales (les noms de famille non plus), ni en gras, ni en italique, ni en « petit »…
- Le gras n'est utilisé que pour surligner le titre de l'article dans l'introduction, une seule fois.
- L'italique est rarement utilisé : mots en langue étrangère, titres d'œuvres, noms de bateaux, etc.
- Les citations ne sont pas en italique mais en corps de texte normal. Elles sont entourées par des guillemets français : « et ».
- Les listes à puces sont à éviter, des paragraphes rédigés étant largement préférés. Les tableaux sont à réserver à la présentation de données structurées (résultats, etc.).
- Les appels de note de bas de page (petits chiffres en exposant, introduits par l'outil «  Source ») sont à placer entre la fin de phrase et le point final[comme ça].
- Les liens internes (vers d'autres articles de Wikipédia) sont à choisir avec parcimonie. Créez des liens vers des articles approfondissant le sujet. Les termes génériques sans rapport avec le sujet sont à éviter, ainsi que les répétitions de liens vers un même terme.
- Les liens externes sont à placer uniquement dans une section « Liens externes », à la fin de l'article. Ces liens sont à choisir avec parcimonie suivant les règles définies. Si un lien sert de source à l'article, son insertion dans le texte est à faire par les notes de bas de page.
- La présentation des références doit suivre les conventions bibliographiques. Il est recommandé d'utiliser les modèles {{Ouvrage}}, {{Chapitre}}, {{Article}}, {{Lien web}} et/ou {{Bibliographie}}. Le mode d'édition visuel peut mettre en forme automatiquement les références.
- Insérer une infobox (cadre d'informations à droite) n'est pas obligatoire pour parachever la mise en page.

Pour une aide détaillée, merci de consulter Aide:Wikification.
Si vous pensez que ces points ont été résolus, vous pouvez retirer ce bandeau et améliorer la mise en forme d'un autre article.
Avant d'adopter le système métrique en 1816, la région constituant aujourd'hui la Belgique, avant d'accéder à son indépendance en 1830, a utilisé son propre système constitué d'unités de mesure permettant la mesure de différents types de quantités, notamment la longueur, la masse et la surface. Le Système Métrique International est rendu obligatoire en Belgique en 1820. Historiquement, différents noms furent utilisés pour les unités comme le mètre, le litre, le kilogramme, etc. ,

## Unités pré-métriques

### Longueur
Différentes unités ont été utilisées pour mesurer la longueur en Belgique. Une perche équivalait à 6.497 mètres. Un pied représente 1/20 perche,.

### Masse
Une livre équivalait à 489.5 grammes. Certaines autres unités sont fournies ci-dessous ,:
| Unité belge   | Correspondance en livres belges |
| ------------- | ------------------------------- |
| 1 loth        | 1/32                            |
| 1 once        | 1/16                            |
| 1 marc        | 1/2                             |
| 1 stein       | 8                               |
| 1 quintal     | 100                             |
| 1 chariot     | 165                             |
| 1 balle       | 200                             |
| 1 schiffpfund | 300                             |
| 1 charge      | 400                             |

### Surface
Un arpent correspond à une superficie de 400 perches 2, ou 130,6 ares ,.

## Unités avec système métrique
Au cours de la mise en œuvre du système métrique en Belgique, d'autres noms furent utilisés pour les unités métriques, notamment aune pour mètre, litron pour litre, livre pour kilogramme, once pour hectogramme, lood pour décigramme et wigtje pour gramme.